# Nelli Aghinjan
Nelli Aghinjan (armenisch Նելլի Աղինյան; * 4. August 1981 in Jerewan) ist eine armenische Schachspielerin.
Aghinjan ist Mitglied der erfolgreichen armenischen Frauennationalmannschaft. 1996 spielte sie (für die zweite armenische Mannschaft) in ihrer Heimatstadt Jerewan ihre erste Schacholympiade der Frauen. Bis 2010 nahm sie an sieben Schacholympiaden teil mit einem persönlichen Gesamtergebnis von 28 Punkten aus 53 Partien (+18 =20 −15). Seit 2003 spielte sie dazu bei fünf Mannschaftseuropameisterschaften der Frauen. Die Europameisterschaft 2003 in Plowdiw gewann Armenien mit Nelli Aghinjan als Reservespielerin. 2007 in Iraklio gewann die Mannschaft eine Bronzemedaille, wozu auch Aghinjans Sieg am dritten Brett in der letzten Runde gegen die fast 200 Elo-Punkte höher gewertete Georgierin Nino Churzidse beitrug, durch den Armenien ein 2:2 erreichte. Bei der Mannschaftsweltmeisterschaft der Frauen 2007 in Jekaterinburg spielte sie ebenfalls an Brett drei, 2009 in Ningbo an Brett vier, 2011 in Mardin war sie Reservespielerin. Vereinsschach spielt sie in Armenien für MIKA Jerewan, mit dem sie 2005 die armenische Mannschaftsmeisterschaft gewann sowie zweimal am European Club Cup der Frauen teilnahm und diesen 2006 in Fügen gewann.
2001 wurde Nelli Aghinjan Internationaler Meister der Frauen (WIM), seit Mai 2005 trägt sie den Titel Großmeister der Frauen (WGM). Die Normen für den WGM-Titel erzielte sie im Jahr 2004 bei zwei Turnieren (Kategorie 10 und 11) in Aluschta mit Übererfüllung sowie beim A2-Turnier des Aeroflot Opens 2005 in Moskau (Kategorie 9).
Sie wird beim Weltschachbund FIDE als inaktiv geführt (Stand: April 2021), da sie seit dem 4. offenen griechischen Meisterschaft im August 2014 in Vrachati keine Elo-gewertete Partie mehr gespielt hat.